# توبياس سانا
توبياس تيغجاني سانا (بالسويدية: Tobias Tigjani Sana) وهو لاعب كُرة قدم سويدي من أصل بوركيني يلعب في مركز الظهير الأيمن ولد في يوم 11 يوليو 1989 في مدينة غوتنبرغ في السويد وهو يلعب حالياً مع نادي أياكس أمستردام في هولندا وسبق له اللعب مع كفيدنغ وغوتبرغ في السويد ولعب مع منتخب السويد لكرة القدم في 2012 ويبلغ طوله 170 سم.

## روابط خارجية
- توبياس سانا على موقع الاتحاد الأوربي (الإنجليزية)
- توبياس سانا على موقع اتحاد السويد (السويدية)
- توبياس سانا على موقع قاعدة بيانات كرة القدم.إي يو (الإنجليزية)
- توبياس سانا على موقع ناشيونال فوتبول تيمز (الإنجليزية)
- توبياس سانا على موقع Soccerway.com (الإنجليزية)
- توبياس سانا على موقع عالم كرة القدم.نت (الإنجليزية)
- توبياس سانا على موقع AS.com (الإسبانية)